# Kostel Navštívení Panny Marie (Soběšovice)
Kostel Navštívení Panny Marie v Soběšovicích je římskokatolický filiální kostel v Soběšovicích.
Kostel byl postaven poté, co byl původní kostel demolován a místo, kde stál, bylo zatopeno při výstavbě Žermanické přehrady. Vysvěcený byl 29. října 1961.